# Ulica Garbary we Wrocławiu

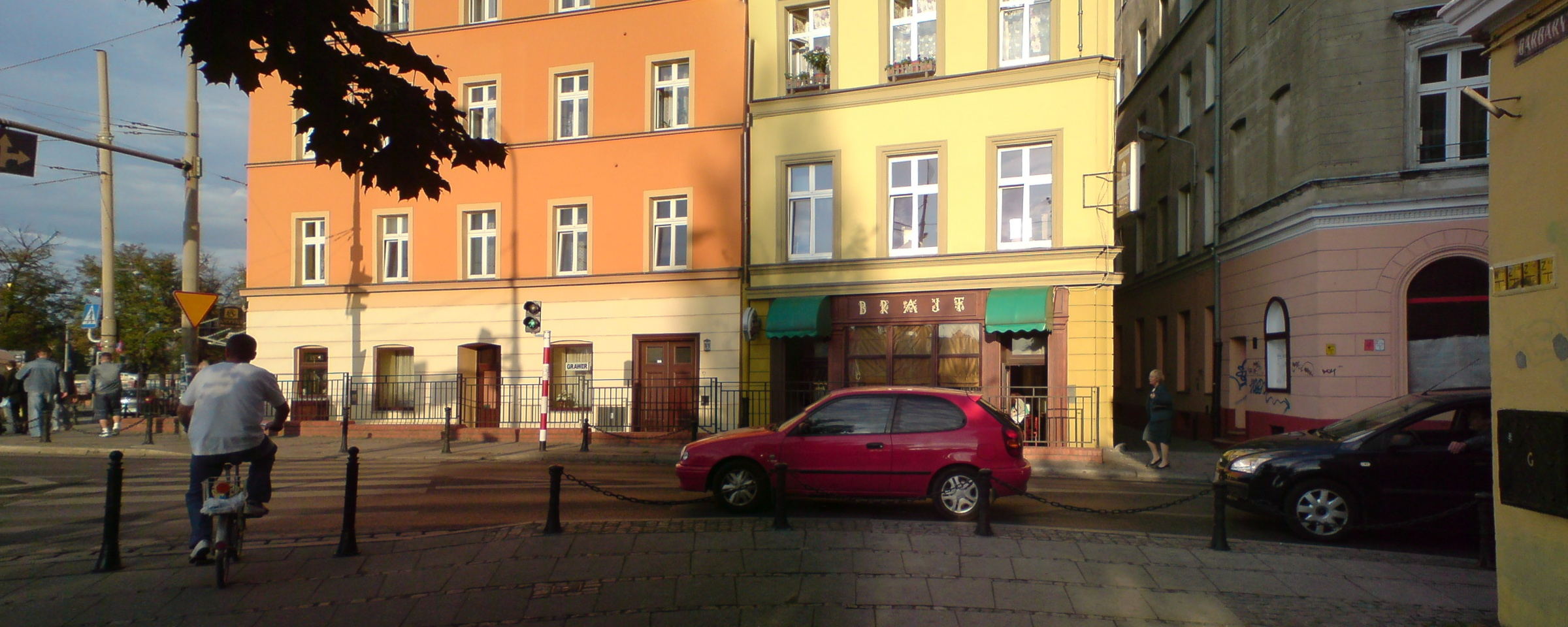
Początek ulicy

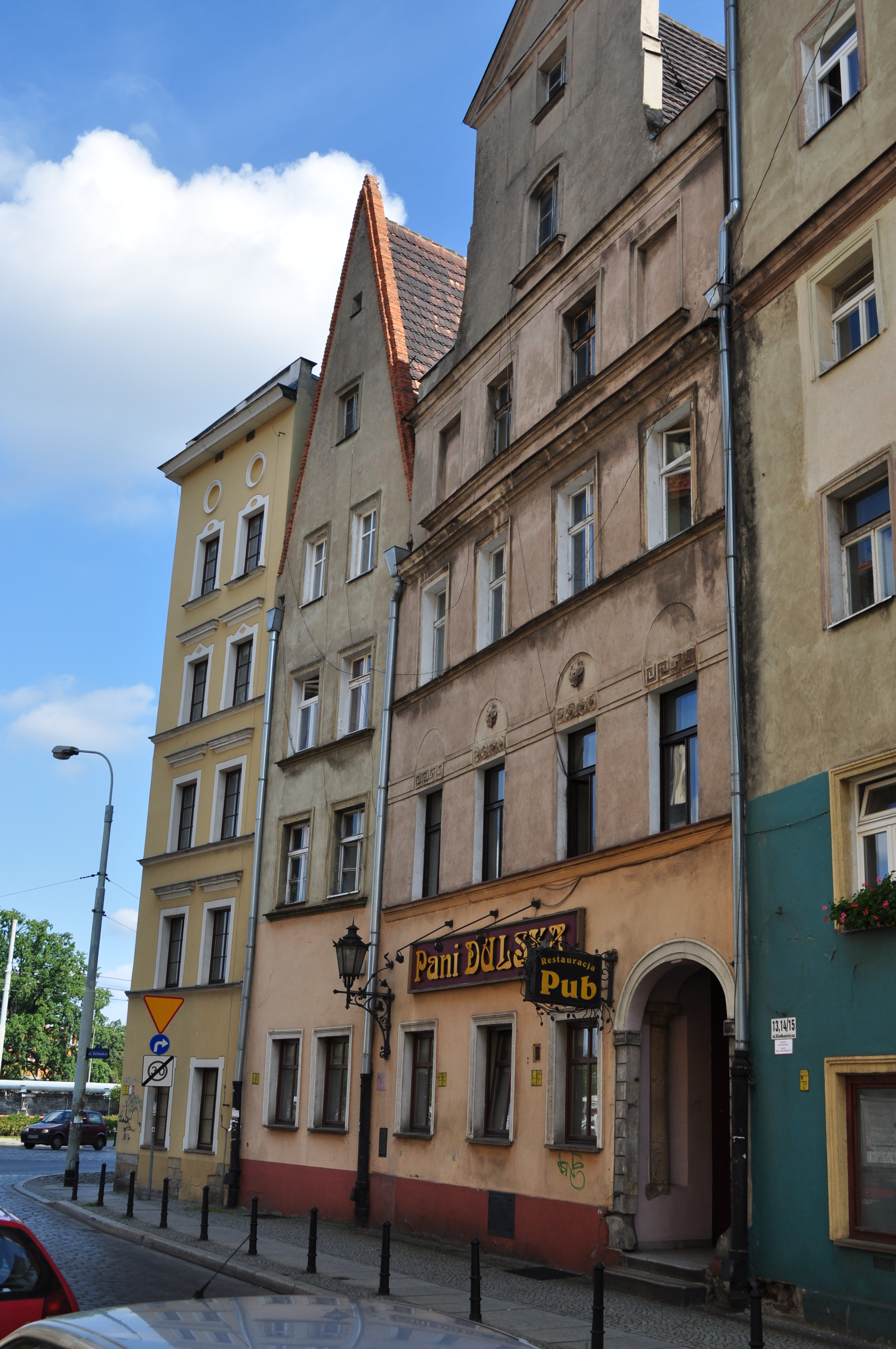
Ul. Kiełbaśnicza 15 i Garbary 1

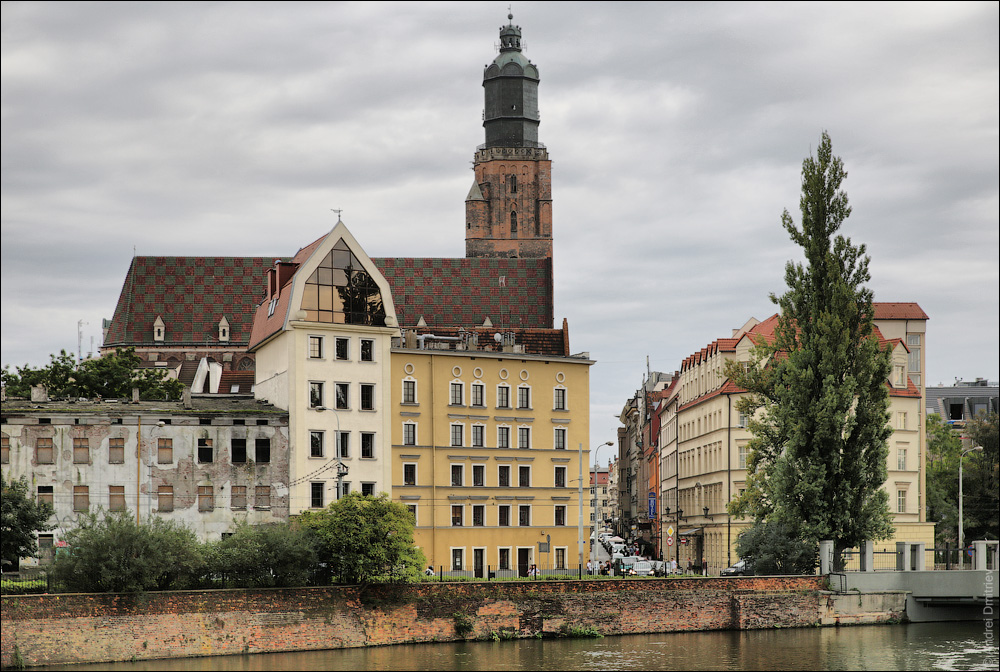
Zabudowa ul. Garbary 1-2

Ulica Garbary (Gerbergasse) – ulica położona we Wrocławiu na Starym Mieście. Łączy ulicę Odrzańską z ulicą Więzienną. Obejmuje także nieistniejący obecnie odcinek zachodni, z zabudową pod numerami od 1 do 5 . Sama ulica ma 79 m długości. Uznawana bywa za najwęższą ulicę Wrocławia, gdyż odległość pomiędzy pierzeją północną i południową na odcinku przy ulicy Odrzańskiej wynosi około 3 m.

## Historia
Pierwszy odcinek tej ulicy z nawą Gerbergasse (Garbarska) znajdował się na wschód od zamku książęcego i łączył się z obecną ulicą Szewską. Ulica ta wzmiankowana jest w zapisie z 1365 r., a z dokumentów wynika, że jej nazwa nawiązywała do faktu zamieszkiwania tej okolicy przez garbarzy, przy czym niektóre ze źródeł odróżniają tutejszych garbarzy jako tzw. garbarzy czerwonych, w przeciwieństwie do garbarzy białych – białoskórników. Fakt koncentracji w tej okolicy rzemieślników wykonujących garbowanie wynikał z niezbędnej do prowadzenia tej działalności dostępności wody. W późniejszych okresach wobec tej ulicy w starych księgach hipotecznych pojawia się nowa nazwa – ulica Rabinów. Tę nazwę z kolei wiąże się z pobliską ulicą Żydowską (dziś ulica Uniwersytecka), przy której mieszkali skupieni w tej okolicy Żydzi.
Natomiast zachodnia część ulicy na zachód od zamku między ulicą Więzienną a Odrzańską, stanowiła marginalną uliczkę biegnącą wzdłuż murów miejskich. W jej okolicy w murach wykonano  w XIV wieku Bramę Odrzańską. Rejon przy zbiegu ulicy Więziennej i Uniwersyteckiej nosił określenia Beyirn (1345 r.), Cunczinstat  (1348 r.) – nazwa związana ze skupiskiem Żydów przy nieistniejącym obecnie zachodnim przedłużeniu tej ulicy oraz nazwę Bawarii lub ulicy Bawarskiej. W 1373 r. (1377 r.) dla tego odcinka ulicy odnotowano nazwę Newe gerbergasse (Nowogarbarska, Nowa ulica Garbaska). Pozostała ona w użyciu do XV wieku.
Po roku 1500 odnotowuje się określenie dla tej ulicy jako Rycerska, a następnie Małą Rycerską. Uznaje się te nazwy jako ironiczne nawiązanie do powstałego tu w 1494 r. domu publicznego i kolejnych w tej okolicy przybytków tego rodzaju. Pojawiają się także inne określenia z tym związane, takie jak Hurnberge (Kurwia Górka), a później Venusberg (Góra Wenus). Z tego względu ulica nie miała dobrej reputacji. Zamieszkiwana była bowiem przez biedaków, ludzi podejrzanego autoramentu, w tym także nierządnice. W późniejszym okresie pojawiają się także inne określenia dla tych okolic, jak w XVIII wieku Hurenberg, czy Wróbla Górka.
W efekcie zmian w zabudowie tego rejonu miasta wschodni odcinek ulicy został zlikwidowany. Pozostał odcinek zachodni od Więziennej do Kiełbaśniczej. Otrzymał on nazwę Gerbergasse (Garbarska), po wojnie nazwę zmodyfikowano na Garbary, nawiązującą do tradycji średniowiecznej.
Przy ulicy mieszkał tu August Mosbach (ur. 1817, zm. 1884) – zasłużony historyk polski.
W trakcie działań wojennych podczas oblężenia Wrocławia w 1945 r. część zabudowy została zniszczona i nieodbudowana, skutkiem czego pozostał uporządkowany placyk przy Więziennej. Po wojnie istniał jeszcze odcinek ulicy między ulicą Odrzańską a Kiełbaśniczą , zlikwidowany podczas przebudowy układu drogowego w 1966 r..

## Nazwy
W swojej historii ulica nosiła następujące nazwy własne:
- Gerbergasse (Garbarska), ok. 1365 r., wschodnia, nieistniejąca część ulicy[3]
- Rabinów – część wschodnia /nieistniejąca/[3]
- Bawarii / Bawarska – część zachodnia, do 1377 r.[3]
- Newe gerbergasse (Nowogarbarska[2], Nowa ulica Garbaska[3]) 1373 r.[2] / 1377 r.[3]
- Rycerska, po 1500 r.[3]
- Mała Rycerska[3]
- Gerbergasse (Garbarska)[2][3][13]
- Garbary[2][13]

Pierwsza nazwa Gerbergasse (Garbarska) wywodzi się od mieszkających tu garbarzy (niem. Gerber – pol. garbarz). Nazwa ulica Rabinów nawiązywała prawdopodobnie do położonej w tej okolicy dzielnicy Żydowskiej i pobliskiej ulicy Żydowskiej (obecnie ulica Uniwersytecka). Natomiast pochodzenie nazwy zachodniego odcinka nie jest znane, a jedynie przypuszcza się, że jej źródłem mogło być nazwisko jednego z właścicieli domów położonych przy tej ulicy lub zamieszkałego tu przybysza z Bawarii. Kolejna nazwa już wprost, ponownie nawiązuje do dominującej tu grupy rzemieślniczej – garbarzy. Natomiast nazwa Rycerska stanowiła ironiczne odniesienie do funkcjonujących tu w tym okresie domów publicznych, przy czym dodane w późniejszym okresie określenie tej ulicy jako Mała wynikało z odróżnienia jej od obecnego placu Biskupa Nankiera, który również nosił przez pewien czas nazwę ulicy Rycerskiej. Pewnym potwierdzeniem tych faktów jest także nazwa stosowana do obszaru w rejonie ulicy Odrzańskiej – Wzgórze Wenus. Następnie przywrócono ulicy nazwę nawiązującą do średniowiecznej tradycji Gerbergasse (Garbarska), którą po wojnie zmodyfikowano na Garbary, uznając że forma ta bardziej podkreśla dawne średniowieczne pochodzenie ulicy.

## Układ drogowy
Do ulicy przypisana jest droga o długości 79 m mająca status drogi wewnętrznej, przy czym od strony ulicy Odrzańskiej wyłączona jest całkowicie z ruchu pojazdów, a przeznaczona dla ruchu pieszego. Ulica stanowi przejście piesze w kwartale urbanistycznym objętym ulicami: Grodzką, Więzienną, Nożowniczą i Odrzańską, z dopuszczeniem dojazdu do obiektów dla użytkowników i pojazdów specjalnych. 
Ulice łączące się z ulicą Garbary:
- ulica Odrzańska[1][18]
- ulica Więzienna[1][19]
- ulica Uniwersytecka[3][20]

Niejednoznaczne jest przypisanie do ulicy Grodzkiej odcinka drogi pomiędzy ulicą Kiełbaśniczą a Odrzańską i Mostami Pomorskimi, równoległego do nieistniejącego odcinka ulicy Garbary:
- ZDiUM w udostępnianym zestawieniu ulic przypisuje ten docinek do ulicy Grodzkiej[21][22]
- adresy budynków pierzei południowej oraz tabliczki ulicy na budynkach określają tę zabudowę jako przypisaną do ulicy Garbary[4] [23] [24]
- wiele planów miast oraz map internetowych, a także niektóre dokumenty np. w miejscowym planie zagospodarowania przestrzennego dla tego obszaru, przypisują ten odcinek do ulicy Nowy Świat[25] [26] [27].

Postuluje się odtworzenie nieistniejącego odcinka ulicy Garbary w formie ciągu pieszego zaznaczonego w posadce poprzez wykonanie jej z odpowiedniej nawierzchni z materiału kamiennego.

## Zabudowa i zagospodarowanie

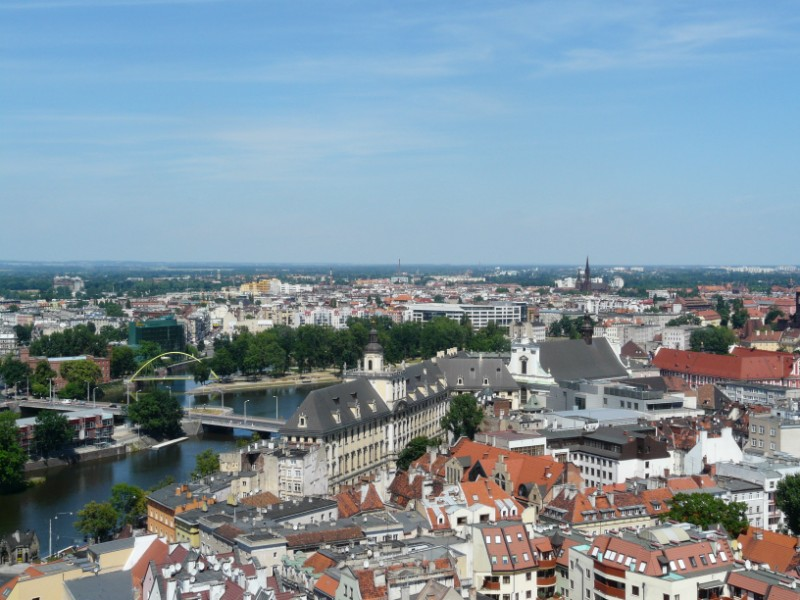
Zabudowa ulicy Garbary i okolic.

Ulica Garbary jest obecnie prawdopodobnie najwęższa we Wrocławiu ulicą, ma bowiem tylko około 3 m szerokości. Adresy budynków pierzei południowej rozpoczynają się już od ulicy Kiełbaśniczej na odcinku ulicy Grodzkiej do ulicy Odrzańskiej i przypisane są do ulicy Garbary od numeru 1 do 5  . Dalej przy istniejącym odcinku ulicy po południowej stronie  znajduje się również ciągła zabudowa pierzejowa, natomiast po stronie północnej jedynie w początkowym odcinku od ulicy Odrzańskiej . Na odcinku przy ulicy Więziennej znajduje się uporządkowany plac  z możliwością zabudowy uzupełniającej z funkcją hotelową. A za ulicą Więzienną położona jest zabudowa ulicy Uniwersyteckiej po stronie południowej i skwer przy placu Uniwersyteckim po stronie północnej przed Gmachem Głównym Uniwersytetu Wrocławskiego, również z dopuszczeniem jego zabudowy obiektem nauki z usługami centrotwórczymi i parkingiem . W późniejszych latach zabudowę ulicy uzupełniono budynkiem hotelowym pod numerem 11 .

## Ochrona i zabytki
Obszar, na którym położona jest ulica Garbary podlega ochronie w ramach zespołu urbanistycznego Starego Miasta z XIII-XIX wieku, wpisanego do rejestru zabytków pod nr rej.: 196 z 15.02.1962 oraz A/1580/212 z 12.05.1967. Inną formą ochrony tych obszarów jest ustanowienie historycznego centrum miasta, w nieco szerszym obszarowo zakresie niż wyżej wskazany zespół urbanistyczny, jako pomnik historii  . Samo miasto włączyło ten obszar jako cenny i wymagający ochrony do Parku Kulturowego "Stare Miasto", który zakłada ochronę krajobrazu kulturowego oraz uporządkowanie, zachowanie i właściwe kształtowanie krajobrazu kulturowego i historycznego charakteru najstarszej części miasta . Ochronę narzucają także miejscowe plany zagospodarowania przestrzennego. Sytuowanie nowej zabudowy może być dokonywane wyłącznie po sporządzania planów szczegółowej rewaloryzacji w nawiązaniu do istniejącej, historycznej zabudowy, z wymogami odpowiedniego jej kształtowania.
Przy ulicy i w najbliższym sąsiedztwie znajdują się następujące zabytki:
| nr                  | obiekt                                                                                               | powstanie                             | nr rej.    | foto |
| ------------------- | --- | ------------------------------------- | ---------- | ---- |
| ulica Garbary       | |                                       |            |      |
| 1                   | Kamienica                                                                                            | ok. 1870 r., ok. 1970 r., ok. 2000 r. | mpzp , GEZ |      |
| 2                   | Kamienica, ob. pracownie architektoniczne                                                            | ok. 1870 r., ok. 1970 r., ok. 2000 r. | mpzp , GEZ |      |
| 3-4                 | Kamienica                                                                                            | ok. 1860 r., ok. 1970 r.              | mpzp , GEZ |      |
| 5                   | Kamienica, ob. budynek biurowo-usługowy (pub, restauracja)                                           | ok. 1890 r., ok. 1970 r.              | mpzp , GEZ |      |
| ulica Odrzańska     | |                                       |            |      |
| 20                  | Kamienica, ob. budynek mieszkalny z usługowym parterem                                               | ok. 1880 r.                           | mpzp , GEZ |      |
| 21                  | Kamienica, ob. budynek mieszkalny z usługowym parterem                                               | ok. 1870 r.                           | mpzp , GEZ |      |
| 18/19               | Kamienica, ob. budynek mieszkalny z usługowym parterem                                               | ok. 1880 r.                           | mpzp , GEZ |      |
| 17, 17a, 17b, 17c,  | Kamienica "Pod Złotym Drzewem" - hotel (Ditler's Hotel), ob. budynek mieszkalny z usługowym parterem | ok. 1880 r.                           | mpzp , GEZ |      |
| ulica Garbary       | |                                       |            |      |
| 9                   | Kamienica                                                                                            | ok. 1870 r., 2006 r.                  | mpzp , GEZ |      |
| ulica Grodzka       | |                                       |            |      |
| 5                   | Kamienica, ob. budynek mieszkalny z usługowym parterem                                               | ok. 1880 r., 2008 r.                  | mpzp , GEZ |      |
| 6                   | Kamienica, ob. budynek mieszkalny z usługowym parterem                                               | ok. 1880 r., 2008 r.                  | mpzp , GEZ |      |
| ulica Więzienna     | |                                       |            |      |
| 16                  | Kamienica z usługowym parterem                                                                       | ok. 1900 r.                           | mpzp , GEZ |      |
| 18 (18/19)          | Kamienica, ob. budynek biurowo-usługowy                                                              | przed 1871 r., ok. 1970 r.            | mpzp , GEZ |      |
| ulica Uniwersytecka | |                                       |            |      |
| 19-20               | Kamienica z usługowym parterem                                                                       | XVIII w., ok. 1910 r.                 | mpzp , GEZ |      |

## Wrocławskie krasnale
Przy ulicy Garbary 2 zamontowano figurkę krasnala "Książę Witold", przy czym lokalizacja została określona jako tymczasowa, a figurka według planów ma zostać przeniesiona w inne miejsce. Natomiast w najbliższej lokalizacji, przy ulicy Odrzańskiej 22 (budynek Dolnośląskiej Okręgowej Izby Inżynierów) znajduje się figurka Beba i Thom .